# Temple Històric de Cúcuta
El Temple Històric de Cúcuta és un lloc historic on va ser escrita i signada la primera constitució de Colòmbia. És troba en la ciutat de Villa del Rosario en l'àrea metropolitana de Cúcuta, molt proper a la frontera venezolana. El lloc fou gairebé destruït pel terratrèmol de 1875, sent més tard parcialment reconstruït. Forma part dels Monuments Nacionals de Colòmbia des de 1935.